# Steyermarkia
Steyermarkia  es un género de plantas con flores perteneciente a la familia de las rubiáceas. Incluye una sola especie: Steyermarkia guatemalensis Standl. (1940).
Es nativo de México a Guatemala.